# Christine Nagel (Hörspielautorin)
Christine Nagel (* 1969 in Wertheim) ist eine deutsche Hörspielregisseurin und -autorin.

## Leben
Christine Nagel studierte Geschichte, Politik und Sprachwissenschaften an der Justus-Liebig-Universität Gießen. Regieassistenzen führten sie ans Stadttheater Gießen und nach Wiesbaden, daneben arbeitete sie als Regieassistentin in Hörspielproduktionen der ARD. Seit 1994 freischaffend tätig, entstanden ab 1996 erste Featuresendungen, seit 2001 führt sie Regie bei vielen Hörspielen. Ende der 1990er Jahre war Nagel als Produktions- und Aufnahmeleiterin für Kino-Dokumentarfilme tätig. Zwischen 2002 und 2005 lebte sie in London und absolvierte ein postgraduales Studium am dortigen Laban Centre.
Nach der Erzählung Fenster-Theater von Ilse Aichinger realisierte Christine Nagel 2001 einen fiktionalen Kurzfilm. Durch ihre Bekanntschaft mit der österreichischen Schriftstellerin entstand der Film Wo ich wohne. Ein Film für Ilse Aichinger, der seine Premiere auf dem Grazer Filmfestival Diagonale und den Wiener Festwochen erlebte und ab Dezember 2014 in Programmkinos zu sehen war.
Das Hörspiel Geh dicht dichtig!, ein fiktiver Dialog zwischen Elfriede Gerstl und Ruth Johanna Benrath, mit Musik von Lauren Newton, wurde von der Jury der Deutschen Akademie der Darstellenden Künste zum Hörspiel des Jahres 2019 gewählt.
Christine Nagel lebt in Berlin.

## Hörspiele

### Als Autorin und Regisseurin
- 2000: Seine Rolle finden (DLF Kultur)
- 2014: Nach dem Verschwinden (RBB)
- 2017: 400% Bessler, Hörspiel über dem Komponisten Gerd Bessler (HR)
- 2018: BLATNYS Kopf oder Gott der Linguist lehrt uns atmen (RBB/DLF)
- 2020: Siren_web_client.exe (NDR/DLF)
- 2021: Rahel, damit Sie mich kennen. Hörspielserie über Rahel Varnhagen in 10 Teilen (RBB) (podcast)

### Als Regisseurin (Auswahl)
- 2000: O-Ton Ü-Tek von Helgard Haug und Daniel Wetzel
- 2001: Vor dem Verschwinden. Zu keiner Stunde von Ilse Aichinger
- 2003: Deiner fernen Wüste Trauer von Maria Wolkonskaja
- 2004: Eisen von Rona Munro
- 2005: Steinschlag von Bettina Balàka
- 2006: Gaffer/Seitenwechsel von Chris Chibnall
- 2006: Nebeneinander gehen von Dunja Arnaszus
- 2007: Ich will fortgehn von Johannes Bobrowski
- 2007: Schießbuden haben noch immer einen Reiz für mich von Andra Joeckle
- 2007: Der Weg durch die Wand von Robert Gernhardt
- 2008: Mein Name ist Rachel Corrie von Rachel Corrie, Alan Rickman und Katharine Viner
- 2008: Die Umgebung der Welt von Eberhard Bechtle
- 2008: Steppenwind und Adlerflügel von Xavier-Laurent Petit
- 2009: Die Nächsten Besten von Dunja Arnaszus
- 2010: Windräder von Kurt Kreiler
- 2010: Nächtelang über dem Fluss von Sylvia Kabus
- 2011: Als Hitler das rosa Kaninchen stahl von Judith Kerr
- 2011: Mörder von Agnieszka Lessmann
- 2012: Die Ziege von Matthias Wittekindt
- 2012: Prinzessin Sara von Frances Hodgson Burnett
- 2013: Tauben fliegen nur nach Hause von Hans Zimmer
- 2014: Bei mir hing Vati immer pünktlich am Galgen von Niklas Frank
- 2014: Sonnenglut und Wüstenpferd von Xavier-Laurent Petit
- 2014: Arizona Phoenix Israel – Regie: Matthias Wittekindt
- 2015: Frau Fledder und Herr Zitrone von Bernd Gieseking
- 2015: Der Elch ist schuld von Jenny Reichardt
- 2016: Regen von Anne Weber
- 2017: Der Korallene Wald von Ruth Johanna Benrath
- 2018: Aus der Tiefe von Ruth Johanna Benrath
- 2019: GEH DICHT DICHTIG! Ein lautpoetischer Dialog mit Elfriede Gerstl von Ruth Johanna Benrath
- 2020: Trommeln in der Nacht von Bertolt Brecht
- 2020: Mutter Sprache von Werner Fritsch
- 2022: Pisten von Penda Diouf

## Auszeichnungen
- 2011: Hörspiel des Monats Oktober für Mörder von Agnieszka Lessmann
- 2012: 2. Preis beim Kinderhörspielpreis des MDR für Als Hitler das rosa Kaninchen stahl von Judith Kerr
- 2014: Hörspiel des Monats Juni für Nach dem Verschwinden von Christine Nagel
- 2014: Hörspiel des Monats September für Bei mir hing Vati immer pünktlich am Galgen von Niklas Frank
- 2018: Hörspiel des Monats März für Blatnýs Kopf oder: Gott der Linguist lehrt uns atmen von Christine Nagel
- 2018: Grand Prix Nova in Bronze für Blatnýs Kopf oder: Gott der Linguist lehrt uns atmen
- 2019: Hörspiel des Jahres für GEH DICHT DICHTIG! Ein lautpoetischer Dialog mit Elfriede Gerstl von Ruth Johanna Benrath[4]
- 2021: Hörspiel des Monats März für SIREN_web_client.exe von Christine Nagel
- 2022: Hörspiel des Monats Juni für Pisten von Penda Diouf